# Pardosa strigata
Pardosa strigata là một loài nhện trong họ Lycosidae.
Loài này thuộc chi Pardosa. Pardosa strigata được Yu & Da-xiang Song miêu tả năm 1988.